# Halichoeres leucurus
Halichoeres leucurus là một loài cá biển thuộc chi Halichoeres trong họ Cá bàng chài. Loài này được mô tả lần đầu tiên vào năm 1792.

## Từ nguyên
Từ định danh leucurus được ghép bởi hai âm tiết trong tiếng Hy Lạp cổ đại: leukós (λευκός; "trắng") và ourá (οὐρά; "đuôi"), hàm ý có lẽ đề cập đến phần trong suốt của vây đuôi bên ngoài dải xanh óng.

## Phạm vi phân bố và môi trường sống
Từ biển Andaman, H. leucurus được phân bố trải dài sang phía đông, băng qua khu vực Đông Nam Á đến quần đảo Solomon và quần đảo Caroline (Pohnpei và Chuuk của Liên bang Micronesia cùng quốc đảo Palau), ngược lên phía bắc đến quần đảo Yaeyama (Nhật Bản); phía tây đến bờ biển phía tây Thái Lan, xa về phía nam đến khu vực tây bắc Úc.
Ở Việt Nam, H. leucurus được ghi nhận tại cù lao Chàm (Quảng Nam), đảo Lý Sơn (Quảng Ngãi), đảo Phú Quốc, quần đảo Nam Du và quần đảo An Thới (Kiên Giang).
H. leucurus sống trên những rạn san hô viền bờ và trong đầm phá có nhiều san hô (có thể xen lẫn với tảo) ở độ sâu đến ít nhất là 15 m.

## Mô tả
H. leucurus có chiều dài cơ thể tối đa được ghi nhận là 13 cm. Cá đực có màu xanh lục, chuyển thành màu cam/nâu cam ở đầu; đầu có nhiều vệt sọc ngoằn ngoèo màu xanh ngọc lam. Vảy trên thân có các chấm cam. Vây lưng và vây hậu môn có viền xanh lam óng, lốm đốm các vệt xanh lục. Dải viền xanh lam trên vây đuôi rất rõ và nằm gần rìa (phần vây đuôi bên ngoài viền xanh gần như trong suốt). Cá cái và cá con có các hàng sọc ngang theo chiều dài cơ thể, với hai đốm đen viền xanh (giữa vây lưng và trên cuống đuôi).
Số gai ở vây lưng: 9; Số tia vây ở vây lưng: 13; Số gai ở vây hậu môn: 3; Số tia vây ở vây hậu môn: 13; Số gai ở vây bụng: 1; Số tia vây ở vây bụng: 5.

## Sinh thái học
Thức ăn của H. leucurus là các loài thủy sinh không xương sống. Loài này có thể sống đơn độc hoặc theo cặp.

## Thương mại
H. leucurus được đánh bắt không chủ đích trong các hoạt động buôn bán cá cảnh.